# فيكي بروس
فيكي بروس (بالإنجليزية: Vicki Bruce)‏ هي عالمة نفس وبروفيسورة بريطانية، ولدت في 4 يناير 1953 في إسكس في المملكة المتحدة.